# Kübra Sekin
Kübra Sekin (* 1990) ist eine deutsche freischaffende Künstlerin mit Behinderung aus Bochum. Seit 2012 ist sie als Moderatorin, Performerin und Schauspielerin aktiv.

## Leben
Sekin hat Osteogenesis imperfecta (umgangssprachlich Glasknochenkrankheit), ist kleinwüchsig und nutzt einen Rollstuhl. Sie richtet sich mit ihren Erfahrungen als migrantische Rollstuhlfahrerin als Sprachrohr und Aktivistin an die Öffentlichkeit und zeigt auf, wo Menschen mit Behinderung auf Barrieren stoßen. Auf YouTube und Instagram ist sie als Vloggerin für den Kanal der Aktion Mensch regelmäßig zum Thema Inklusion und Teilhabe zu sehen. Dort zeigt sie Ausschnitte aus ihrem Leben, um die Gesellschaft für die Perspektive von Menschen mit Behinderungen zu sensibilisieren.
Eine Zeitungswerbung der Aktion Mensch im Jahr 2019 gab an, Sekin studiere Heilpädagogik/Inklusive Pädagogik.

## Schauspiel / TV / Internet
Sekin ist eine freischaffende Künstlerin in den Bereichen Theater, Film und Moderation mit besonderem Engagement für Kunst und Inklusion. Ihr beruflicher Werdegang ist geprägt ihrem Einsatz für die Förderung einer inklusiven Gesellschaft.
Sekins Theaterlaufbahn umfasst Auftritte in verschiedenen Produktionen CHICKS* in Berlin, Wien und München sowie Wegklatschen im Comedia Theater in Köln. Außerdem wirkte sie bei NOBODYFRAME mit, einer Produktion mit der DIN A13 Tanzcompany. 2022 war sie beteiligt an Weg vom Fenster am Jungen Theater in Bochum. Sekin war Teil der Tanzproduktion future x. – society lab / Physical Theatre Film in Zusammenarbeit mit KimchiBrot Connection und dem Sommerblut Festival der Multipolarkultur. Am Jungen Nationaltheater Mannheim war sie Teil des Stückes Performing Family.
Weiterhin ist Sekin als Moderatorin und Gast in verschiedenen TV-Shows und Veranstaltungen bekannt. Seit 2017 moderiert sie Kübras Vlog auf dem YouTube-Kanal der Aktion Mensch. 2018 war sie Gast in Menschen – das Magazin (ZDF) und Frag mich doch (Aktion Mensch) und spielte 2019 eine Episoden-Hauptrolle in Notruf Hafenkante beim ZDF. In der Serie Ruby hatte sie 2021 eine Nebenrolle im Hauptcast auf ZDFneo. Sie war Gast in TV-Shows wie Wohnung17 mit Bettina Böttinger (2022), Kölner Treff (2022 und 2023) sowie Die Anstalt (2022, 2023 und 2024).
Seit 2018 moderierte Sekin verschiedene Formate und Podien, so 2018 den Festakt zum 70. Jubiläum der Allgemeinen Erklärung der Menschenrechte bei den Ruhrfestspielen sowie die Verleihung des Tabori Preises in Berlin, den Marktplatz bei den Inklusionstagen in Berlin, die Verleihung der Hauptstadt des Fairen Handels durch Engagement Global, das Augenblick Mal Festival 2021 in Berlin und die Auftaktveranstaltung Inklusion im Sport – gemeinsam stark für Aachen.

## Auszeichnungen
- 2024: Deutscher Schauspielpreis 2024 in der Kategorie Starker Auftritt für Die Chefin – Millionen Gründe[4]